# 延安东路隧道
延安東路隧道是上海連接浦東與浦西，跨越黃浦江的一條主要道路，由南北两条隧道组成，共4條行車道。隧道浦西出口位於延安東路福建中路口，浦東出口則位於世紀大道銀城中路口，直接連接世纪大道。全長2,261米，穿越黃浦江的部分有1,476米。車道寬7.5米，高4.5米，原本為雙程行車，每小時流量為1,000輛。
延安東路隧道於1984年12月18日開始興建，1989年5月1日通車。1991年，在高峰時段，每小時通過隧道的車輛已達1400輛。1994年1月18日在原隧道以南动工興建延安東路隧道南線，1996年11月29日正式通車，原延安東路隧道則易名延安東路隧道北線，共提供4條行車道。隧道曾经需要收费，已于2000年5月1日终止。，2009年6月24日，隧道浦东出口改走浦东大道地道（东西通道）新建进出匝道，目前，延安東路隧道設計流量為每小時2400輛，在高峰時段交通極為繁忙，實際流量遠超於此數，靠临近的復興東路隧道、大连路隧道、新建路隧道、人民路隧道等提供分流作用。